# Коллобьяно
Коллобьяно (итал. Collobiano) — коммуна в Италии, располагается в регионе Пьемонт, в провинции Верчелли.
Население составляет 113 человек (2008 г.), плотность населения составляет 13 чел./км². Занимает площадь 9 км². Почтовый индекс — 13030. Телефонный код — 0161.
Покровителем коммуны почитается святой Георгий, празднование 23 апреля.

## Демография
Динамика населения:

## Администрация коммуны
- Официальный сайт: